# Théophile Alexandre Steinlen

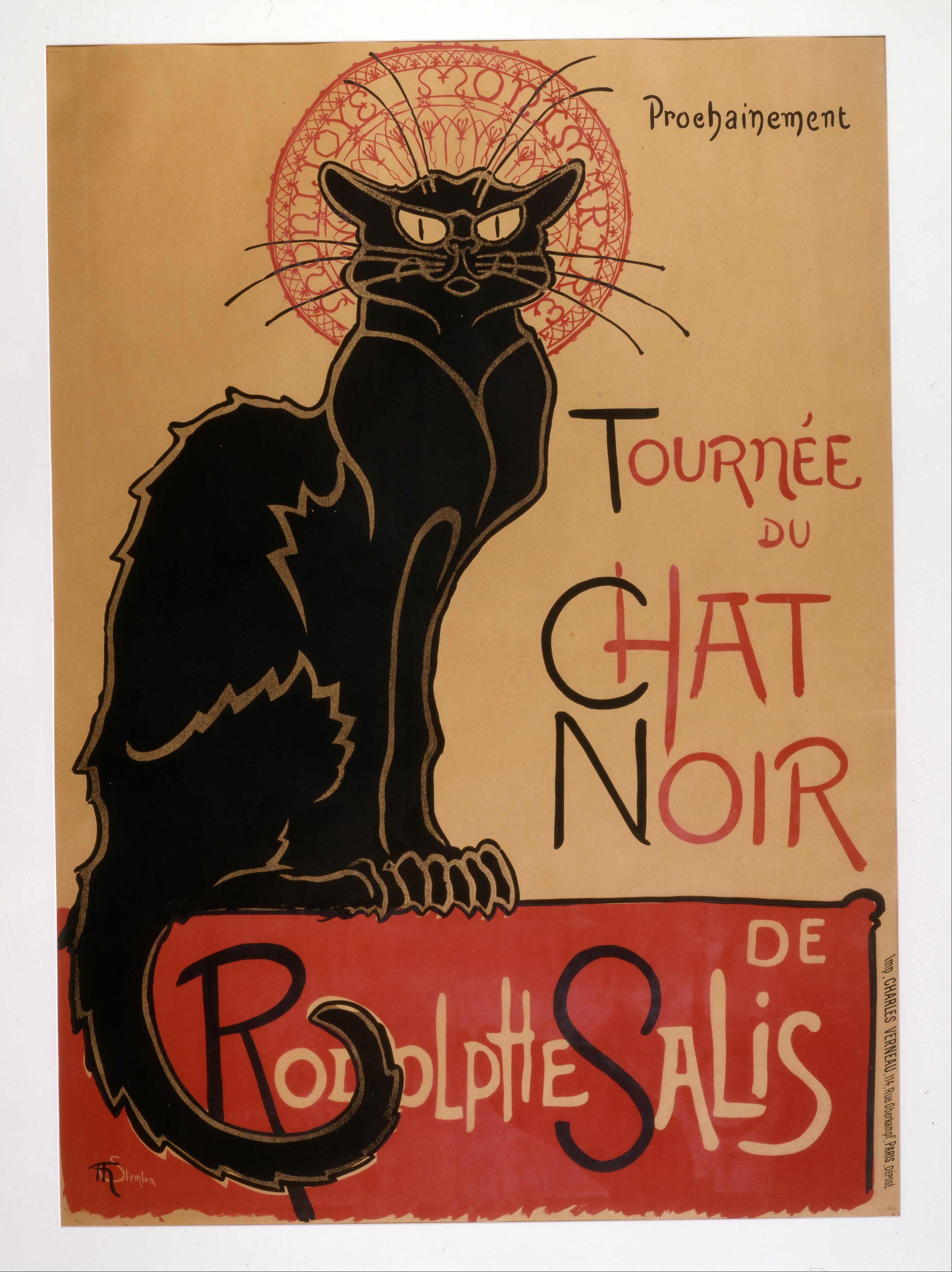
Théophile-Alexandre Steinlen, Tournée du Chat Noir, 1896, 135.9 x 95.9 cm, The Jane Voorhees Zimmerli Art Museum, Rutgers, The State University of New Jersey.

Théophile Alexandre Steinlen (Losanna, 10 novembre 1859 – Parigi, 13 dicembre 1923) è stato un pittore e incisore svizzero, conosciuto principalmente per le sue litografie.

## Biografia
Il suo nome dimostra le origini tedesche della famiglia paterna, anche se nacque nella Svizzera francese. Egli fu un artista appartenente all'Art Nouveau.
Terminato il Liceo, si iscrisse alla Facoltà di Lettere dell'Accademia di Losanna, ma ben presto dovette andare a lavorare presso un parente a Mulhausen, in una fabbrica di tessuti di lino ed il suo talento servì per i disegni decorativi dei tessuti.
Nel 1881 andò a Parigi, nel periodo in cui Montmartre raggiungeva il suo significato letterario ed artistico nel mondo. La sua prima affiche (manifesto) fu Trouville sur Mer del 1885. Nel 1891 dipinse Le reve e scoprì la litografia. I quadri del 1894, anno in cui fece la sua prima esposizione a la Bodinière, mostrano la sua denuncia della miseria e della violenza (Le petit sou).
Nel boulevard Rochechouart fu aperto il primo caffè artistico da Rodolphe Salis e, qualche anno dopo, Le Chat Noir, in rue Victor Masci. Salis amava definirsi "gentilhomme cabaretier", perché riteneva di avere la parentela con un'antica famiglia nobile svizzera ed il suo cabaret dette occasione a molti artisti e poeti di far conoscere le loro opere al pubblico. Fra questi artisti c'era Steinlen che, a Le Chat Noir, conobbe anche Toulouse Lautrec. Rodolphe Salis pensava prima di tutto al proprio interesse, perché ricompensava poco i suoi cantanti ed i suoi pittori, ai quali faceva pagare anche la birra che bevevano, senza tener conto che essi gli avevano riempito il locale di disegni e quadri. Egli aveva molte opere di Steinlen, fra le quali un quadro decorativo, rappresentante un concerto di gatti sui tetti di Montmartre: anche l'insegna Le Chat Noir (1896) affissa sulla porta del cabaret era stata dipinta da Steinlen.
Nel 1900, per la sua conoscenza con Émile Zola che aveva scritto L'assommoir, Steinlen dipinse un quadro a cui dette il titolo di questo libro.
Poco dopo Steinlen cominciò a trattare i soggetti della vita popolare nelle sue illustrazioni dei canti di Bruants: lavoratori, mendicanti, musicisti, camelots, ortolani, cocottes, souteneurs, vita dei sobborghi, piazze, quartieri operai, perché nell'uomo egli riconobbe la vittima dell'ambiente sociale.
Dal 1913 al 1919 produsse molte affiches di guerra, denunciando la miseria dei soldati e della gente (Deux mères et trois enfants - C'est la guerre).
Collaborò con le sue illustrazioni al settimanale rivoluzionario Chambord, fondato da Gérault Richard, (1860-1911), deputato socialista e redattore della Petite Republique, firmandosi con lo pseudonimo Petit Pierre, traduzione leggermente modificata del suo cognome.
Tra le sue più assidue e riuscite collaborazioni con periodici, vanno certamente ricordate perlomeno quelle con L'Assiette au Beurre e soprattutto per Gil Blas (dal 1891), per il quale realizzò in 10 anni oltre 700 disegni, narranti la vita quotidiana, tra miseria e poesia, dei bassifondi di Parigi.
Muore a Parigi nel 1923 e venne sepolto nel Cimitero di Saint-Vincent.